# Sebastian Gruber (Politiker, 1863)
Sebastian Gruber (* 20. Oktober 1863 in Andorf, Oberösterreich; † 24. Dezember 1941 daselbst) war ein österreichischer Landwirt und Politiker.
Gruber übernahm den elterlichen Hof in Schulleredt und heiratete 1898. Er hatte drei Töchter und einen Sohn. Gern vertrat er bäuerliche Interessen. So war er Gründungsmitglied der Freiwilligen Feuerwehr Schärding und Funktionär des Lagerhauses Schärding. Für seine Verdienste wurde ihm der Titel Ökonomierat verliehen.
Um 1910 war Gruber Bürgermeister von Andorf und wirkte in der Zeit zwischen 1919 und 1925 als Abgeordneter im Oberösterreichischen Landtag für die Freiheits- und Ordnungspartei (Großdeutsche und Landbund).